# Pássaro-preto-soldado
O pássaro-preto-soldado, (nome científico: Pseudoleistes guirahuro) é uma ave passeriforme da família Icteridae também conhecido como pássaro-preto-do-brejo, chopim-do-brejo, dragão-do-brejo. Habita várzeas e brejos da Argentina ao sul de Mato Grosso do Sul e Goiás, além de Minas Gerais, Rio de Janeiro e Distrito Federal.  Em Minas Gerais é apreciado como animal de estimação por causa de seu belo canto, onde é também é conhecido como melro-amarelo, pintassilgo-do-brejo, melro-d'angola e melro-mineiro.

## Características gerais
Medem aproximadamente 25 a 25,5 centímetros.Seu dorso e peito são negros, a dragona, o uropígio, a barriga e o lado inferior das asas são amarelo-vivo. Sua dieta consiste em grãos e sementes, para tanto podem-se aproveitar das plantações de soja, milhos e outros. Esta espécie inicia a nidificação em épocas de clima úmido, geralmente em bandos.Seu ninho é uma cesta de vegetação aberta forrada de barro, onde é inserido em plantas baixas ou nos galhos mais próximos do solo. Vivem em brejos, várzeas e locais semelhantes.